# Christer d'Albedyhll
Christer Henric d'Albedyhll, född 26 februari 1805 i Nyköping, död 25 augusti 1881 i Stockholm, var en svensk friherre och militär.

## Biografi
d'Albedyhll blev kadett vid Krigsakademien på Karlberg 1820, utexaminerades därifrån 1822, blev underlöjtnant vid Svea artilleriregemente samma år och löjtnant 1830. Han var lärare vid Högre artilleriläroverket å Marieberg 1832–1838 och blev kammarherre 1833. d'Albedyhll befordrades till kapten 1836, till major 1853, till överstelöjtnant 1857 och till överste 1861. Han var artilleribefälhavare och tygmästare på Gotland 1860–1868 samt kommendant i Vaxholm 1868–1878. d'Albedyhll invaldes 1843 som ledamot av Lantbruksakademien och blev 1851 riddare av Svärdsorden.
Christer d'Albedyhll var son till friherre Gustaf d'Albedyhll och grevinnan Eleonora Charlotta Wrangel. Han gifte sig 1833 med Edla Wirsén (1807–1876), dotter till greve Gustaf Fredrik Wirsén. De var föräldrar till Gustaf d'Albedyhll.